# هلند (ماساچوست)
هلند، ماساچوست
هلند(به انگلیسی: Holland) شهرکی در شهرستان همپدن ایالت ماساچوست می‌باشد که در سال ۱۸۳۵ بنیان‌گذاری شده‌است. این شهرک در سرشماری سال ۲۰۱۰ میلادی، ۲٬۴۸۱ نفر جمعیت داشته‌است.